# Muskegon
Pour les articles homonymes, voir Muskegon (homonymie).
Muskegon (en anglais [mʌsˈkiːɡən]) est une ville américaine, siège du comté de Muskegon, dans l'État du Michigan. Elle est la plus grande ville de la rive est du lac Michigan. Le lac Muskegon est situé au nord de la localité. Lors du recensement des États-Unis de 2020, sa population s'élève à 38 318 habitants.

## Histoire
La région a été peuplée par les Amérindiens Outaouais et Pottawatomis. Le mot « Muskegon » provient de l’outaouais Mshkiigong et signifie « rivière marécageuse ». Des cartes françaises datant de la fin du XVIIe siècle mentionnent la « rivière Masquigon ». Jacques Marquette a traversé la région en 1675. Le trappeur Edward Fitzgerald, le premier Européen à avoir vécu dans la région, y est mort en 1748. Le peuplement n’a vraiment commencé qu’en 1837.

## Patrimoine
- Église Sainte-Marie de Muskegon

## Économie
De nos jours, Muskegon est un important centre universitaire, culturel et touristique. L’exploitation du bois occupe une place prépondérante. Quand Chicago fut détruite par l’incendie du 8-10 octobre 1871, la ville fut reconstruite avec du bois provenant de Muskegon.

## Démographie
| Groupe            | Muskegon | Michigan | États-Unis |
| ----------------- | -------- | -------- | ---------- |
| Blancs            | 57,1     | 79,0     | 72,4       |
| Afro-Américains   | 34,5     | 14,2     | 12,6       |
| Métis             | 4,5      | 2,3      | 2,9        |
| Autres            | 2,6      | 1,5      | 6,4        |
| Amérindiens       | 0,9      | 0,6      | 0,9        |
| Asiatiques        | 0,4      | 2,4      | 4,8        |
| Total             | 100      | 100      | 100        |
|                   |          |          |            |
| Latino-Américains | 8,2      | 4,4      | 16,7       |

Selon l'American Community Survey pour la période 2011-2015, 95,55 % de la population âgée de plus de 5 ans déclare parler l'anglais à la maison, 3,03 % déclare parler l'espagnol et 1,42 % une autre langue.

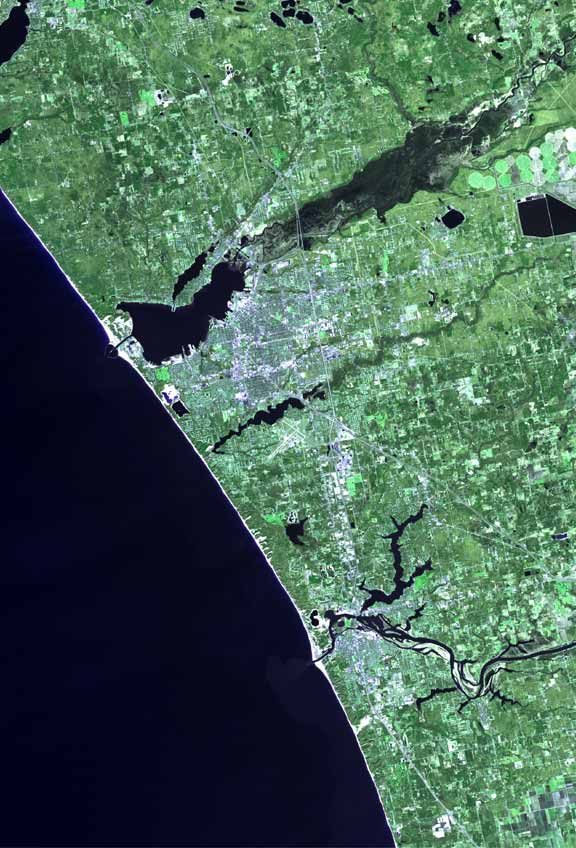
Muskegon vue de l’espace
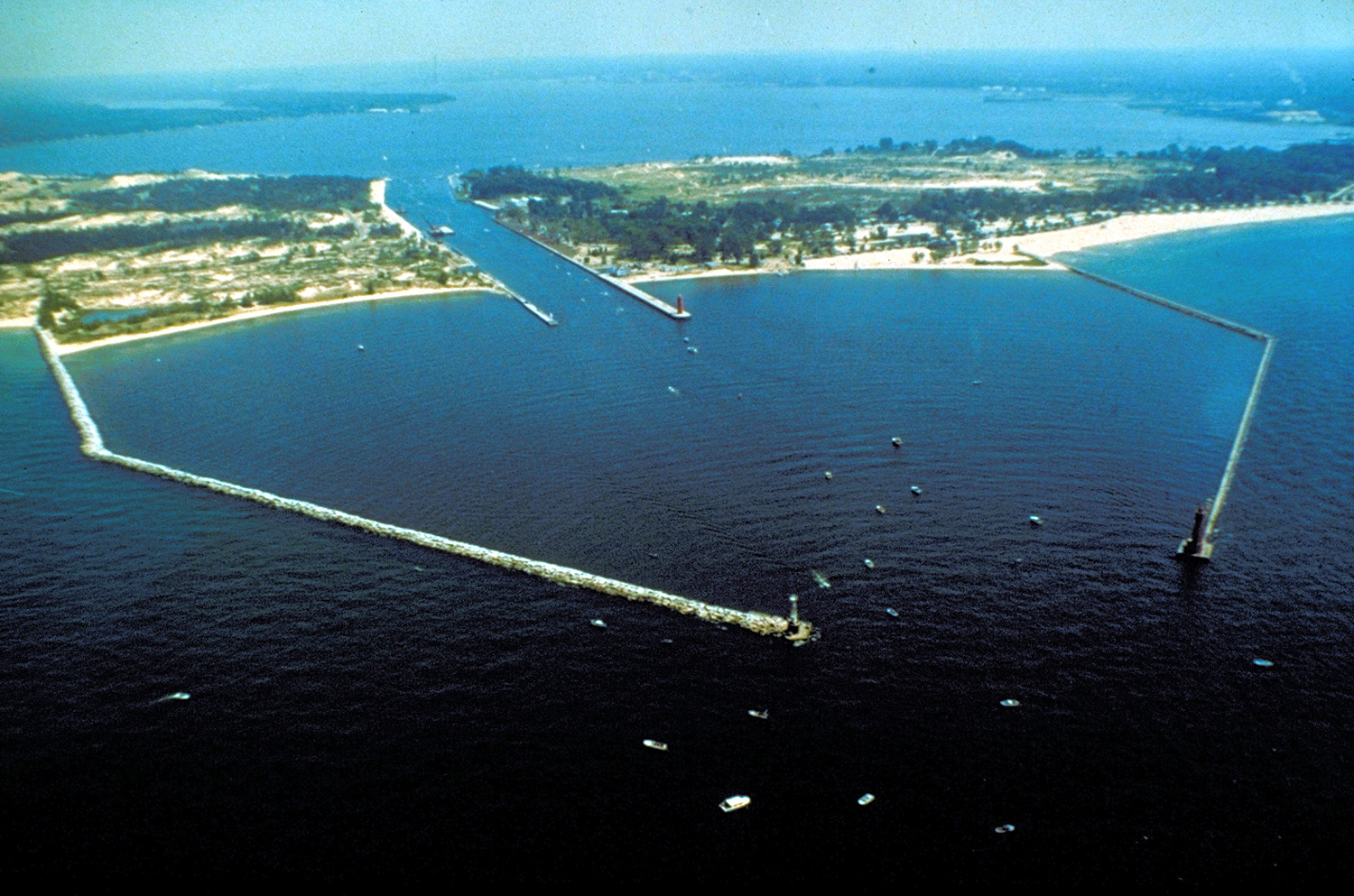
L’entrée du port de Muskegon

## Sports

### Équipes actuelles

Logo de l'équipe de hockey sur glace des Lumberjacks de Muskegon (USHL).

| Équipe                          | Sport            | Ligue       | Stade                | Création | Titres |
| ------------------------------- | ---------------- | ----------- | -------------------- | -------- | ------ |
| Lumberjacks de Muskegon (2010-) | Hockey sur glace | USHL        | Trinity Health Arena | 2010     | 0      |
| Ironmen de West Michigan        | Indoor football  | AAL         | Trinity Health Arena | 2016     | 2      |
| Risers de Muskegon              | Soccer           | Indépendent | Trinity Health Arena | 2014     | 0      |

### Équipes dissoutes
| Équipe                       | Sport            | Ligue    | Stade                | Création | Disparition | Titres |
| ---------------------------- | ---------------- | -------- | -------------------- | -------- | ----------- | ------ |
| Fury/Lumberjacks de Muskegon | Hockey sur glace | IHL, UHL | Trinity Health Arena | 1992     | 2010        | 4      |
| Thunder de Muskegon          | Indoor football  | IFL      | Trinity Health Arena | 2007     | 2009        | 0      |
| Mayhem du Michigan           | Basket-ball      | CBA      | Trinity Health Arena | 2004     | 2006        | 0      |
| Lumberjacks de Muskegon      | Hockey sur glace | IHL      | Trinity Health Arena | 1984     | 1992        | 2      |
| Mohawks de Muskegon          | Hockey sur glace | IHL      | Trinity Health Arena | 1965     | 1984        | 1      |
| Zephyrs de Muskegon          | Hockey sur glace | IHL      | Trinity Health Arena | 1960     | 1965        | 1      |
| Lassies de Muskegon          | Baseball         | AAGPBL   | Marsh Field          | 1946     | 1949        | 0      |

## Transports
Muskegon est desservie par un aéroport (North Side Airport ou Muskegon County Airport, code AITA : MKG, code OACI : KMKG).

## Jumelages
Hartlepool, Grande-Bretagne 

 Omuta, Japon 

 Antalya, Turquie

## Médias
Le principal quotidien publié à Muskegon est le Muskegon Chronicle, qui existe depuis 1857.

## Culture locale et patrimoine

### Lieux et monuments
- Église Sainte-Marie de Muskegon